# Villasayas
Villasayas è un comune spagnolo di 101 abitanti situato nella comunità autonoma di Castiglia e León.